# Jordanien i olympiska sommarspelen 1996
Jordanien deltog i de olympiska sommarspelen 1996 med en trupp bestående av fem deltagare, men ingen av landets deltagare erövrade någon medalj.

## Friidrott
Damernas kulstötning
- Nada Kawar
  - Kval — 15,28m (→ gick inte vidare, 24:e plats)